# Sally Barker

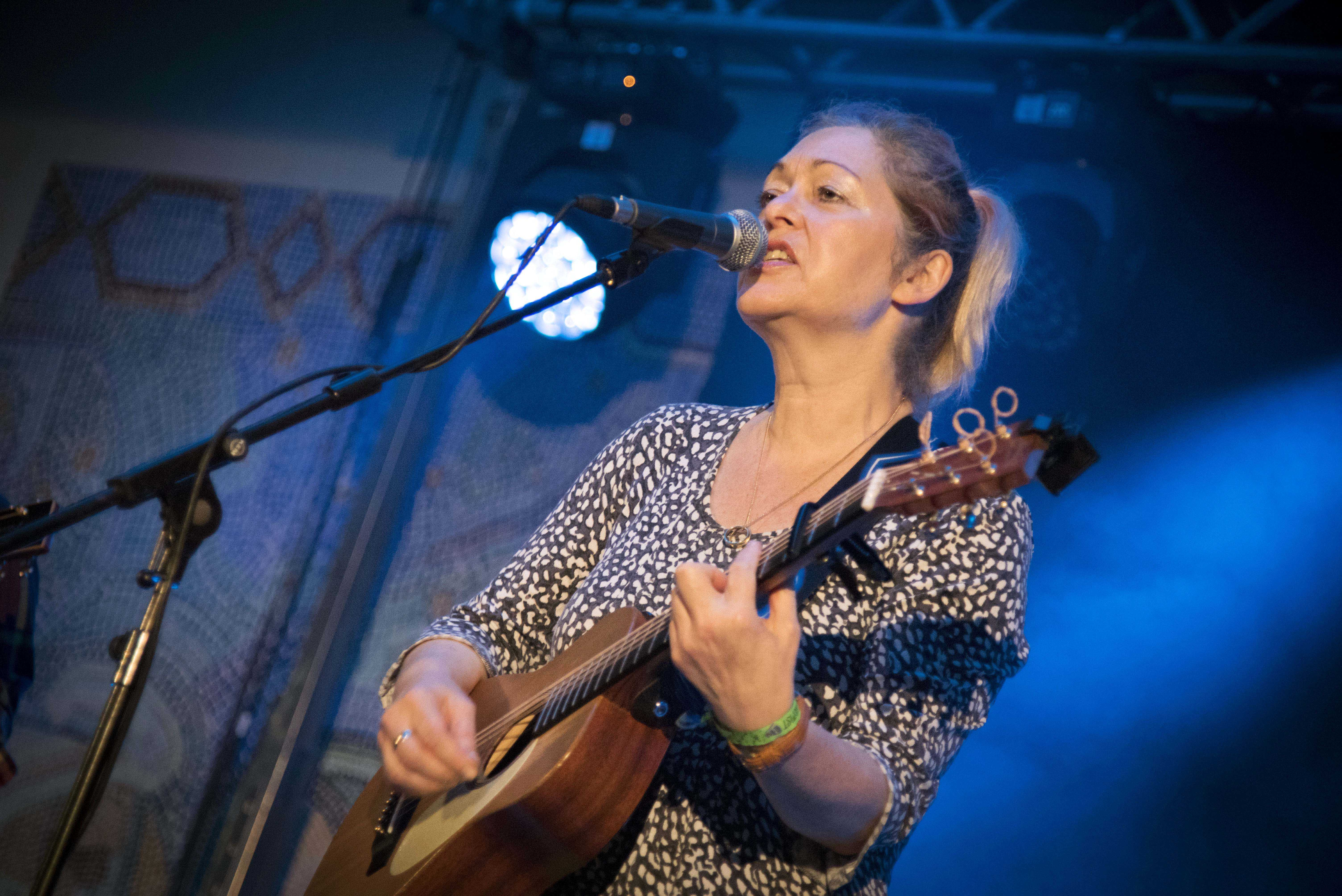
Sally Barker

Sally Barker (* 19. September 1959 in Barrow upon Soar, Leicestershire) ist eine englische Sängerin und Songwriterin im Bereich des Folk-Rock, bekannt für ihre Arbeit als Solokünstlerin und Gründungsmitglied der The Poozies.

## Musikalischer Werdegang
Im Alter von 10 Jahren begann Sally Barker mit dem Schreiben von Songs und dem Musizieren (Gitarre), inspiriert durch Fernsehauftritte der englischen Folk-Pop Sängerin Mary Hopkin und beeinflusst von Bessie Smith, Bonnie Raitt, John Martyn und Aretha Franklin.
Ihre ersten Auftritte hatte Sally als „bessere Hälfte“ des Folk-Blues Duos Sally and Chris mit dem Bassisten Chris Watson in Pubs und Clubs in den englischen Midlands, gefolgt von Gastauftritten bei Steeleye Span und Gordon Giltrap. 
1986 gewann Sally Barker den Kendal Songsearch Competition, und sie tourte zusammen mit bekannten Künstlern, wie Fairport Convention, Taj Mahal, Richard Thompson und Roy Harper.
Ihr erstes Soloalbum – Sally Barker (1989) – mit Coverversionen ihrer vorgängigen Live-Auftritte war erfolgreich. This Rhythm Is Mine (1990) bewies ihr sich beständig weiterentwickeltes Musik-Potential, und so tourte sie mit Bob Dylan und Robert Plant in Deutschland, wonach ihre zwei ersten Alben 1990 vom Rykodisc-Label auch in den USA veröffentlicht wurden.

## The Poozies (1990–1996)
1990 war Sally Barker Gründungsmitglied von The Poozies, zusammen mit
- Mary MacMaster – Electric-harp, metal-strung harp, Percussion, Gesang (vormals als Duo Sìleas[1]),
- Patsy Seddon – Electro-harp, gut-strung harp, Fidel, Percussion, Gesang (vormals als Duo Sìleas) und
- Karen Tweed – Piano Akkordeon, Percussion, Gesang,

die sie am Hong Kong Folk Festival kennengelernt hatte und als Gastmusikerinnen für ihr zweites Album begeistern konnte.
Jenny Gardner (Fiedel) verließ die Gruppe schon bald wieder, und Eilidh Shaw (Gitarre, Fiedel, Percussion, Gesang) ergänzte die Gruppe in den späten 1990er Jahren.
The Poozies spielten einen Mix aus Cajun, Folk, Blues, Country und Rock, und veröffentlichten mit Sally Barker zwei Alben, Chantoozies (1993) und Dansoozies (1995).
The Poozies wurden als «UK's finest all-female outfit» und «Britain’s premiere celtic roots all-woman supergroup» bezeichnet.

## 1996 bis heute
Ab 1996 widmete sich Sally Barker verstärkt ihrer Familie (sie hat zwei Söhne), und Kate Rusby ersetzte sie bei The Poozies.
Sally konzentrierte sich seitdem wieder auf ihr Solowerk – bereits im gleichen Jahr folgte Favourite Dish und 1998 Passion and The Countess.
Sie trat auch wieder vermehrt als Gastmusikerin  auf, im Jahr 2002 unterbrochen durch eine Halsentzündung und Entfernung ihrer Mandeln: u. a. komponierte sie Misunderstood für die CD The World Is A Wonderful Place: The Songs Of Richard Thompson (1994), mit dem Duo Show of Hands auf Live at the Royal Albert Hall (1996), Pete Mortons Courage, Love and Grace (1997) und mit Janet Russell auf Gathering the Fragments (1998).
Ihr Album Maid in England (2003), an dem Sally fünf Jahre gearbeitet hatte, wurde vom Tod ihres Ehemanns überschattet, der sich von einem erneuten Krebsausbruch im August 2003 nicht mehr erholt hatte.
Im Herbst 2006 tourte sie wiedervereint mit The Poozies bei einigen Auftritten, als sie Eilidh Shaw während der Geburt ihrer Tochter im August 2006 ersetzte.

## Diskografie

### Alben
- 1985 – The Final Straw (EP)
- 1986 – Dreams of Overcoats and Espionage(Cass)
- 1988 – In the Spotlight
- 1989 – Sally Barker (deutsche Ausgabe von „In the Spotlight“)
- 1990 – Money's Talking (EP)
- 1990 – This Rhythm Is Mine
- 1992 – Tango! (EP)
- 1992 – Beating the Drum
- 1995 – Money's Talking/Tango! (Wiederveröffentlichung der beiden o. g. EPs)
- 1996 – Favourite Dish
- 1998 – Passion and the Countess
- 2000 – Another Train - The Compilation
- 2003 – Maid in England

### Alben mitThe Poozies
- 1993 – Chantoozies
- 1995 – Dansoozies
- 1999 – Infinite Blue
- 2000 – Raise Your Head: A Retrospective
- 2004 – Changed Days, Same Roots

### Zusammenarbeit mit weiteren Künstlern (Auswahl)
- 1996 – Show of Hands (Album Live at the Royal Albert Hall)
- 1994 – Misunderstood für die CD The World Is A Wonderful Place: The Songs Of Richard Thompson
- 1997 – Pete Morton (Album Courage, Love and Grace)
- 1998 – Janet Russell (Album Gathering the Fragments)